# Stellaria salicifolia
Stellaria salicifolia là loài thực vật có hoa thuộc họ Cẩm chướng. Loài này được Y.W. Cui ex P. Ke miêu tả khoa học đầu tiên năm 1985.